# Franz Fabian (Politiker)
Franz Fabian (* 1. April 1926 in Wilden; † 31. Juli 1986 in Ronneburg) war ein deutscher Politiker (SPD) und ehemaliger Abgeordneter des Hessischen Landtags.

## Ausbildung und Beruf
Franz Fabian leistete nach der Volksschule, die er mit der Mittleren Reife abschloss, den Arbeitsdienst und Kriegsdienst und wurde verwundet. Nach dem Krieg arbeitete er in der Landwirtschaft und in einem Chemieunternehmen und studierte danach an der Sozialakademie Dortmund.
Seit 1946 Gewerkschaftsmitglied, ehrenamtliche Funktionen. Nach dem Studium war er hauptamtlicher Mitarbeiter in der IG Chemie, Papier, Keramik. Bei der Gewerkschaft war er Jugendsekretär für Nordrhein-Westfalen, Gewerkschaftssekretär in Düsseldorf, Geschäftsführer in Wuppertal, Branchenleiter, Tarifsekretär für die Glasindustrie des Bundesgebietes. Seit dem 1. Mai 1963 war er Bezirksleiter der IG Chemie, Papier, Keramik in Hessen.

## Politik
Franz Fabian war seit 1949 Mitglied der SPD und dort in verschiedenen Vorstandsämtern tätig. So war er Vorsitzender des SPD-Ortsvereins Hüttengesäß/Neuwiedermuß.
Kommunalpolitisch war er seit 1968 als Mitglied des Kreistages Hanau tätig.
Vom 1. Dezember 1970 bis zum 18. September 1974 war er Mitglied des Hessischen Landtags. Im Landtag war er Vorsitzender im Ausschuss für Umweltfragen.